# Acentryczność
Acentryczność wierzchołka grafu spójnego to maksymalna z odległości tego wierzchołka do innych wierzchołków grafu.
Acentryczność grafu nazywa się także jego ekscentrycznością.